# Acraea iturina
Acraea iturina är en fjärilsart som beskrevs av Grose-smith 1890. Acraea iturina ingår i släktet Acraea och familjen praktfjärilar. Inga underarter finns listade i Catalogue of Life.